# 劉懷肅
劉懷肅（？—407年），表字不詳，彭城郡人。宋武帝劉裕的姨表兄。東晉末年將領，曾與劉裕一同起兵討伐桓玄，及後亦主要負責平定桓楚餘眾。

## 生平
劉懷肅家境貧寒，務農為業但為人好學。劉懷肅後來從軍，初任寧朔將軍劉敬宣的司馬，曾參與討伐孫恩叛軍，累有戰功。後又曾轉龍驤司馬及費縣縣令。
元興三年（404年），劉懷肅知道劉裕將於京口（今江蘇鎮江）起兵討伐篡位的桓玄，於是棄縣走到京口與其一同起事。同年三月，劉裕攻下建康，桓玄出逃江州，劉毅與劉道規及何無忌領兵追擊，劉懷肅就以劉道規司馬的身份隨軍。四月，留守江州的桓玄部將何澹之等人遭劉毅等擊敗，劉毅等人於是繼續追擊走到荊州的桓玄。五月，桓玄與劉毅等於崢嶸洲決戰，其時桓玄部部將劉統及馮稚等襲擊尋陽（今江西九江市），劉毅於是派劉懷肅率軍討伐，事平後任高平太守。
同年，桓振據江陵（今湖北江陵縣）繼續抗晉，劉毅等兵敗，被逼退還尋陽。不久，劉懷肅隨劉毅等再度進攻，攻陷了桓楚所據守的魯山城及偃月壘，桓楚將領馮該敗退至石城（今湖北鍾祥）。義熙元年（405年），劉毅等攻陷江陵，桓振出走溳川，劉懷肅則在石城擊斬敗逃的馮該。三月，桓振從鄖城（今湖北安陸）再度襲擊江陵，荊州刺史司馬休之兵敗出逃襄陽（今湖北襄陽），劉懷肅於是自雲杜（今湖北沔陽縣西北）領兵救援江陵，日夜兼行下用了七日趕至，並與桓振於江陵城北的沙橋決戰。當時桓振有眾三萬，勇猛衝擊劉懷肅軍。面對勇猛的桓振，劉懷肅雖然額部中箭，但仍然瞋目奮戰，重建軍中士氣，得與桓振相持不下。同時劉毅派了唐興前來協助，劉懷肅部眾於是爭先進擊，終斬殺酒醉中的桓振，成功收復江陵。及後進號輔國將軍、淮南歷陽二郡太守。
義熙二年（406年），劉懷肅加領撫軍司馬，又因舉義討伐桓玄的功勳而封東興縣侯。同年桓石綏與司馬國璠及陳襲聚眾於胡桃山反抗晉朝，劉懷肅於是率兵擊敗他們。其時劉懷肅又以江淮之間蠻族以及桓楚餘眾作亂而自請討伐，但因成效不彰而受劉毅彈劾。
劉懷肅於義熙三年（407年）去世，朝廷追贈左將軍。因無子而由侄兒劉蔚祖繼嗣。

## 家庭

### 兄弟
- 劉懷敬，劉懷肅弟，官至金紫光祿大夫。
- 劉懷慎，劉懷敬弟，在晉官至征虜將軍，南朝宋官至護軍將軍。
- 劉懷默，劉懷慎弟，南朝宋江夏內史。

### 侄兒
- 劉真道，劉懷敬子，官至建威將軍、雍州刺史。後率兵攻滅仇池王楊難當，但卻因私藏金銀財寶及馬匹而被處死。
- 劉榮祖，劉懷慎庶長子，官至輔國將軍。
- 劉德願，劉懷慎子，官至廷尉。柳元景廢宋前廢帝一事事敗後遭牽連被殺。
- 劉興祖，劉德願弟，青州刺史。
- 劉道球，劉懷默子，巴東、建平二郡太守。
- 劉孫登，劉懷默子，武陵內史。
- 劉道隆，劉孫登弟，官至左衞將軍、中護軍，宋明帝時因建安王劉休仁記恨他姦污其母楊太妃而遭宋明帝賜死。

## 延伸阅读
[在维基数据编辑]
 《宋書·卷47》，出自沈约《宋书》
 《南史·卷17》，出自李延壽《南史》